# Italiska språk

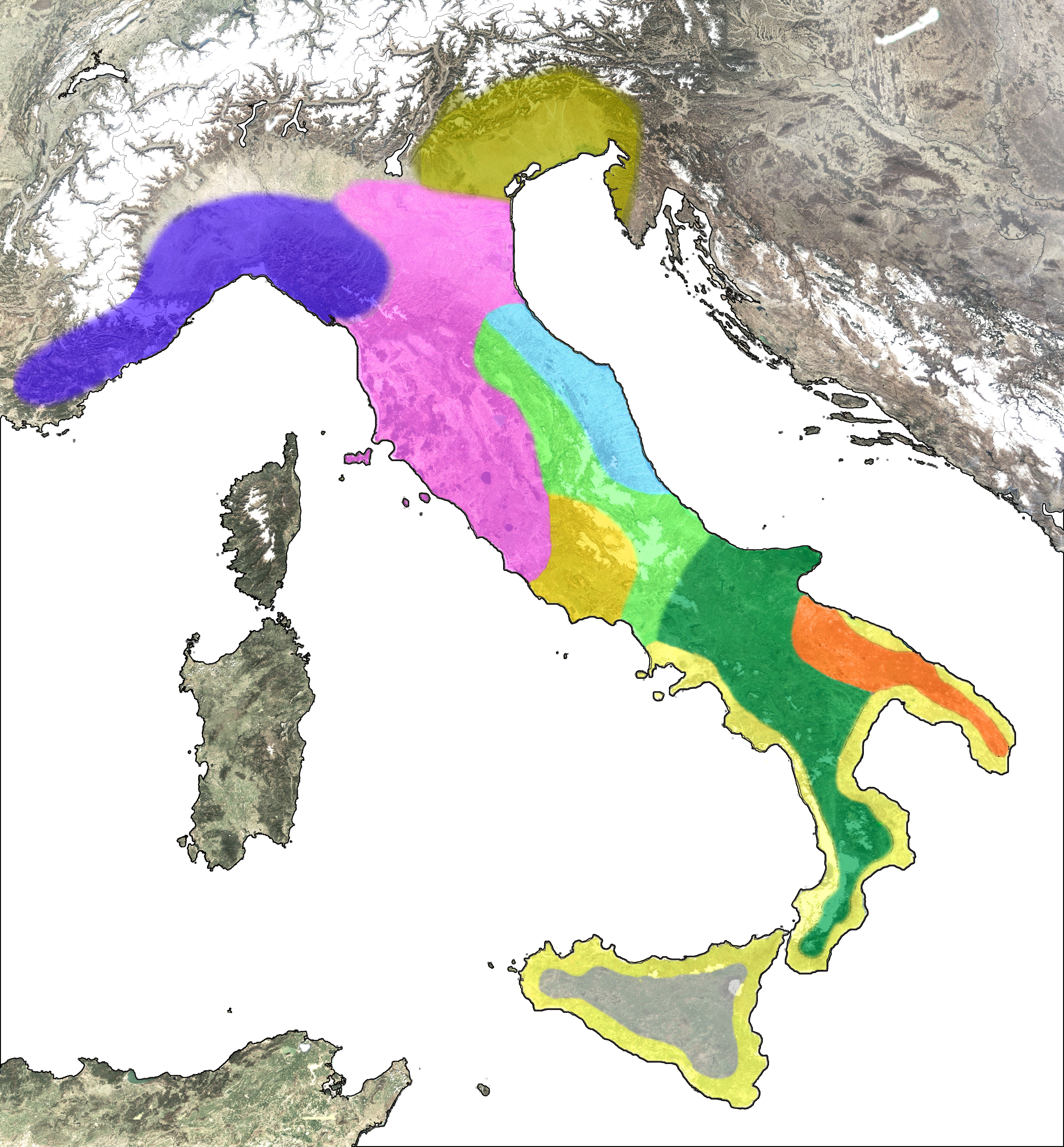
De viktigaste folkslagen i Italien 800 f.Kr.:
ligurer, veneter, etrusker, picener, umbrer, latiner, osker, messapier och greker.

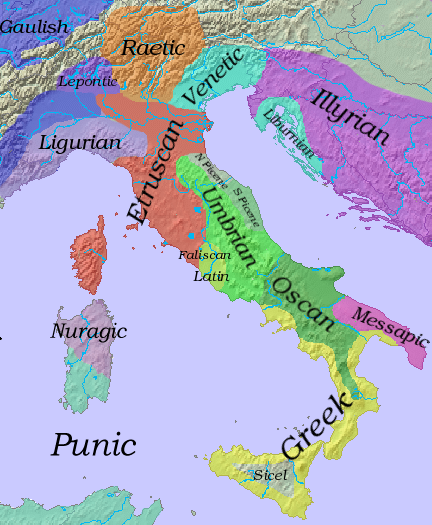
De italiska språkens utbredning 500 f.Kr.

Italiska språk var en grupp indoeuropeiska språk som talades i Italien under antiken. Det största italiska språket, latinet, trängde så småningom ut de övriga redan under antiken. Latinet gav senare upphov till de romanska språken, som idag dominerar i Sydeuropa och Latinamerika.
De språk som avsatt skriftliga lämningar i större utsträckning är endast latin, oskiska och umbriska. De övriga italiska språken finns bara dokumenterade genom ett fåtal korta inskrifter. 

## Klassificering
De italiska språken indelas i två grupper: 
- latino-faliskiska språk
  - latin
  - faliskiska
- oskisk-umbriska språk (eller sabelliska språk)
  - oskiska
  - umbriska
  - ekviska
  - marrukiniska 1
  - marsiska 1
  - peligniska 1
  - picenska
  - sabinska 1
  - vestinska 1
  - volskiska
  - elymiska (?)
  - sikaniska (?)
  - sikuliska (?)

De två grupperna skiljer sig så mycket från varandra att det är omtvistat huruvida de går tillbaka på ett gemensamt protoitaliskt språk, eller utgör två skilda utvecklingar från urindoeuropeiskan. De likheter i struktur och ordförråd som också finns får i så fall delvis förklaras som lån. 
Tidigare förmodades ett närmare släktskap mellan de italiska och de keltiska språken, men denna har inte kunnat bevisas. 
Elymiskan, sikaniskan och sikuliskan, som talades på Sicilien, kan inte med säkerhet föras till de italiska språken. 
Messapiskan i Apulien var inte italisk, och räknas ofta som illyrisk. Venetiskan är ett språk som ibland räknas till de italiska, men som möjligen utgjorde en egen gren av de indoeuropeiska språken. Lepontiskan var ett keltiskt språk.
Förutom dessa språk fanns i antikens Italien även vissa icke-indoeuropeiska språk, som etruskiskan och rätiskan.